# Giây nhuận

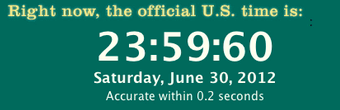
Ảnh chụp màn hình đồng hồ dựa theo UTC từ trang time.gov tại thời điểm đang diễn ra giây nhuận vào ngày 30 tháng 6 năm 2012.

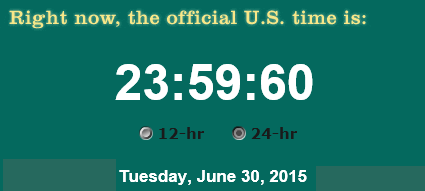
Giây nhuận ngày 30 tháng 6 năm 2015.

Giây nhuận là sự điều chỉnh (chèn thêm) một giây thường áp dụng cho Thời gian Phối hợp Quốc tế để giữ cho thời gian của ngày theo chuẩn thời gian đó gần với thời gian Mặt Trời trung bình. Các giây nhuận là cần thiết để giữ các chuẩn thời gian đồng bộ với các loại lịch thông thường, mà nền tảng của nó là các quan sát thiên văn.

## Bảng danh sách giây nhuận
| Năm                  | 30 tháng 6 | 31 tháng 12 |
| -------------------- | ---------- | ----------- |
| 1972                 | +1         | +1          |
| 1973                 | 0          | +1          |
| 1974                 | 0          | +1          |
| 1975                 | 0          | +1          |
| 1976                 | 0          | +1          |
| 1977                 | 0          | +1          |
| 1978                 | 0          | +1          |
| 1979                 | 0          | +1          |
| 1980                 | 0          | 0           |
| 1981                 | +1         | 0           |
| 1982                 | +1         | 0           |
| 1983                 | +1         | 0           |
| 1984                 | 0          | 0           |
| 1985                 | +1         | 0           |
| 1986                 | 0          | 0           |
| 1987                 | 0          | +1          |
| 1988                 | 0          | 0           |
| 1989                 | 0          | +1          |
| 1990                 | 0          | +1          |
| 1991                 | 0          | 0           |
| 1992                 | +1         | 0           |
| 1993                 | +1         | 0           |
| 1994                 | +1         | 0           |
| 1995                 | 0          | +1          |
| 1996                 | 0          | 0           |
| 1997                 | +1         | 0           |
| 1998                 | 0          | +1          |
| 1999                 | 0          | 0           |
| 2000                 | 0          | 0           |
| 2001                 | 0          | 0           |
| 2002                 | 0          | 0           |
| 2003                 | 0          | 0           |
| 2004                 | 0          | 0           |
| 2005                 | 0          | +1          |
| 2006                 | 0          | 0           |
| 2007                 | 0          | 0           |
| 2008                 | 0          | +1          |
| 2009                 | 0          | 0           |
| 2010                 | 0          | 0           |
| 2011                 | 0          | 0           |
| 2012                 | +1         | 0           |
| 2013                 | 0          | 0           |
| 2014                 | 0          | 0           |
| 2015                 | +1         | 0           |
| 2016                 | 0          | +1          |
| 2017                 | 0          | 0           |
| 2018                 | 0          | 0           |
| 2019                 | 0          | 0           |
| 2020                 | 0          | 0           |
| 2021                 | 0          | 0           |
| 2022                 | 0          | 0           |
| 2023                 | 0          | 0           |
| 2024                 | 0          | 0           |
| 2025                 | 0          | 0           |
| Năm                  | 30 tháng 6 | 31 tháng 12 |
| Tổng                 | 11         | 16          |
| Tổng                 | 27         |             |
| Chênh lệch TAI − UTC |            |             |
| 36                   |            |             |

## Lý do, nguyên tắc chèn
Trước đây, để đo thời gian, người ta thường dùng đồng hồ nước, đồng hồ quả lắc hoặc đồng hồ Mặt Trời. Tuy nhiên, từ năm 1950, Cơ quan quan sát sự quay của Trái Đất (IERS) sử dụng đồng hồ nguyên tử, có khả năng đo thời gian với độ chính xác cao: 50 triệu năm mới chỉ chệch 1 giây.
Văn phòng quốc tế về trọng lượng và đo lường (BIPM), có trụ sở ở Pháp, hiện dùng một hệ thống gồm 250 đồng hồ nguyên tử được đặt rải rác trên thế giới, quyết định về thời gian nguyên tử quốc tế (TAI - International Atomic Time) và thời gian phối hợp toàn cầu (UTC - Coordinate Universal Time). Tuy nhiên, TAI được tính toán dựa trên máy móc, trong khi UTC được tính dựa theo các chu kỳ mọc và lặn của Mặt Trời.
Các tiêu chuẩn phổ biến của thời gian thông thường dựa trên "Giờ phối hợp quốc tế" (UTC), mà chúng được duy trì bằng cách sử dụng các đồng hồ nguyên tử có độ chính xác rất cao. Ngược lại, sự tự quay của Trái Đất, được đo theo thang thời gian UT1, là không đều (dù rất nhỏ). Hiện tượng thủy triều, dưới tác động của lực hấp dẫn của Mặt Trăng, khiến Trái Đất quay chậm lại do động năng quay bị chuyển hóa thành dạng năng lượng khác trong việc nâng hạ nước trên bề mặt Trái Đất. Theo thời gian thì ngày mặt trời trở nên dài hơn, dẫn đến chênh lệch rất nhỏ trong chu kỳ tự quay của Trái Đất nhưng cũng đủ để tạo ra sự khác biệt giữa giờ TAI và giờ UTC do đó đôi khi cần có sự điều chỉnh về thời gian. Để giữ cho chuẩn phổ biến của UTC gần với thời gian mặt trời trung bình, UTC thỉnh thoảng phải sửa chữa bằng cách điều chỉnh chèn vào, tức "nhuận", một (1) giây.
Giây nguyên tử là nhanh hơn một chút hơn so với giá trị nó lẽ ra phải có để giữ cho ngày trung bình chính xác bằng 86.400 giây nguyên tử. Vì Trái Đất tự quay chậm dần đi, tần suất thêm vào các giây nhuận sẽ tăng lên theo thời gian. Khoảng 50.000 năm sau, người ta có thể cho rằng một ngày có 86.401 giây nếu như định nghĩa của giây theo SI là không thay đổi.
Thông báo về việc chèn giây nhuận sẽ được đưa ra khi sai số giữa UTC và UT1 đạt trên mức 0,5 giây, để giữ cho sai số giữa UTC và UT1 không vượt quá ±0.9 giây. Sau UTC 23:59:59, một giây nhuận dương ở 23:59:60 sẽ được tính, trước khi đồng hồ chỉ tới 00:00:00 của ngày hôm sau. Giây nhuận âm là có thể nếu như sự tự quay của Trái Đất trở thành nhanh hơn; trong trường hợp này, 23:59:58 sẽ được kế tiếp bởi 00:00:00.
Các giây nhuận chỉ được tính ở cuối tháng UTC, và đã từng được chèn thêm vào cuối ngày 30 tháng 6 hoặc 31 tháng 12. Không giống như ngày nhuận, chúng diễn ra đồng thời trên toàn thế giới; ví dụ, giây nhuận vào ngày 31 tháng 12 theo thời gian chuẩn miền đông nước Mỹ là giây vào thời điểm 18 giờ 59 phút 60 giây chiều.

## Áp dụng
Theo lịch sử, các giây nhuận đã được chèn thêm vào khoảng sau từng 18 tháng. Tuy nhiên, sự tự quay của Trái Đất là không thể dự đoán trước trong một khoảng thời gian dài, vì thế không thể dự đoán trước sự cần thiết phải thêm vào xa hơn là một năm về phía tương lai. Giữa tháng 1 năm 1972 và tháng 11 năm 2001, IERS (viết tắt trong tiếng Anh của tổ chức: International Earth Rotation and Reference Systems Service tức Dịch vụ quốc tế các hệ thống tham chiếu và sự tự quay Trái Đất) đã ra chỉ thị chèn vào giây nhuận trong 22 trường hợp. Cho tới nay, khoảng thời gian dài nhất mà không cần giây nhuận là từ giây nhuận ngày 31/12/1998 tới giây nhuận ngày 31/12/2005. Ngày 14 tháng 1 năm 2005, IERS thông báo là sẽ KHÔNG có giây nhuận vào cuối tháng 6 năm 2005.
Đây là trách nhiệm của IERS trong việc đo lường sự tự quay của Trái Đất và xác định cần hay không cần giây nhuận. Sự xác định của họ được thông báo trong Tập san C (Bulletin C), thông thường được xuất bản sáu tháng một lần.
Dự kiến, Liên hiệp quốc tế các ngành liên lạc viễn thông (UIT) có thể sẽ xem xét việc chấm dứt sử dụng giây nhuận.
Lưu ý rằng giây nhuận không có liên quan gì với năm nhuận.